# Gershom Cox
Gershom Cox (Birmingham, 1863-Gravesend, 1918) fue un futbolista británico que jugó como lateral en el Aston Villa de 1887 a 1893.

## Carrera temprana
Gershom Cox fue contratado por primera vez para el Birmingham Excelsior en 1886. El club no era un equipo de la Liga, pero participó en la Copa FA desde 1883 hasta 1888. Cox estuvo en los libros durante una temporada firmando para Walsall Town en 1887 para una prueba. No se registra cuánto duró el juicio, pero en agosto de 1887 fichó por Aston Villa. Según una fuente, este jugador fue descrito como un defensor versátil y bien formado.

## ¿Quién marcó el primer gol en liga?
Hasta un descubrimiento fortuito en 2013, su principal reclamo a la fama había sido que anotó el primer gol en la The Football League a los 31 minutos después del inicio del primer día de la temporada inaugural,1888-89 el 8 de septiembre de 1888 para el Aston Villa contra sus rivales de Midlands, el Wolverhampton Wanderers. Sin embargo, The Midland Evening News el 7 de septiembre del mismo año incluía un anuncio que mostraba el aviso de inicio a las 3.30. El gol de Cox fue anotado en su propia portería, por lo que es el primer gol en propia puerta registrado en la liga de fútbol.
A partir de 2013, Kenny Davenport es considerado como el anotador del primer gol de una la Liga de Fútbol, anotando para Bolton Wanderers a las 3:47 p. m. el 7 de septiembre de 1888 contra el Derby County.

### Aston Villa
Gershom Cox, jugando como lateral, hizo su debut en la Liga el 8 de septiembre de 1888 en Dudley Road, el entonces hogar de Wolverhampton Wanderers. El partido terminó en un empate 1-1 y Cox anotó un autogol, además apareció en los 22 partidos de Liga jugados por Aston Villa en la temporada 1888–89. Jugando como lateral en 22 apariciones, fue parte de la defensa del Aston Villa que logró una hoja limpia en la Liga y mantuvo a la oposición en un gol de Liga en un partido en no menos de nueve ocasiones. Cox también jugó en las tres eliminatorias de la Copa FA como lateral.
Este jugador ganó una medalla de subcampeón de la Copa FA, apareciendo en la final de 1892 en la que es el Villa perdió ante West Bromwich Albion. Hizo 101 apariciones en el primer equipo del Villa (86 en la Football League) en todas las competiciones. 
Después de sus años en Aston Villa, jugó para Willenhall Pickwick desde junio de 1893 hasta agosto de 1895, luego jugó para Walsall Brunswick desde agosto de 1895 hasta mayo de 1898 y por último para Bloxwich Strollers desde mayo de 1898 hasta mayo de 1900 cuando se retiró, tras romperse una pierna en la temporada, lo que provocó su retiro.

## Vida personal
Gershom Cox fue durante un tiempo, un exitoso comerciante, después se unió a la policía de la ciudad de Birmingham hasta dejó Birmingham para tener un breve nombramiento como entrenador del club de la Liga Kent, el Gravesend United.

## Honores

### Aston Villa
Subcampeón de la FA Cup: 1892